# Ousman (ville)
Pour les articles homonymes, voir Ousman.
Ousman (en russe : Усмань) est une ville de l'oblast de Lipetsk, en Russie, et le centre administratif du raïon Oumanski. Sa population s'élève à 19 148 habitants en 2013.

## Géographie
Ousman est arrosée par la rivière Ousman et se trouve à 63 km — 91 km par la route — au sud-ouest de Lipetsk et à 435 km au sud-est de Moscou.

## Histoire
L'origine d'Ousman remonte à la création en 1645 d'un ostrog, qui reçoit le nom de la rivière Ousman. En 1652, il subit une attaque des Tatars. Ousman reçoit le statut de ville en 1779.

## Population
Recensements (*) ou estimations de la population  :
| 1856  | 1897* | 1926* | 1939*  | 1959*  | 1970*  |
| ----- | ----- | ----- | ------ | ------ | ------ |
| 5 500 | 9 986 | 7 000 | 11 400 | 11 885 | 20 150 |

| 1979*  | 1989*  | 2002*  | 2010*  | 2012   | 2013   |
| ------ | ------ | ------ | ------ | ------ | ------ |
| 20 118 | 20 878 | 20 133 | 18 685 | 18 832 | 19 148 |